# ریچارد مولیر
 ریچارد مولیر (انگلیسی: Richard Mollier؛ زاده ۳۰ نوامبر ۱۸۶۳ – درگذشته ۱۳ مارس ۱۹۳۵) یک فیزیک‌دان اهل آلمان بود.